# Almost Here (The Academy Is...)
Almost Here è il primo album della band indie rock statunitense The Academy Is.... Pubblicato nel 2005, ne sono stati estratti tre singoli: “Checkmarks”, “Slow Down” e "The Phrase that Pays". La canzone che dà il titolo all'album, “Almost Here”, compare nella colonna sonora del videogioco per PlayStation 2 e Xbox Burnout Revenge.

## Tracce
Tutte le canzoni sono state scritte da William Beckett e Mike Carden, tranne dove indicato diversamente.
1. Attention - 2:53
2. Season - 3:34
3. Slow Down - 4:02
4. The Phrase that Pays - 3:17
5. Black Mamba - 2:46
6. Skeptics and True Believers - 2:54
7. Classifieds - 2:52
8. Checkmarks - 3:00
9. Down and Out - 4:30 (William Beckett)
10. Almost Here - 3:06

## Formazione
- William Beckett - voce
- Michael Carden - chitarra
- Mike DelPrincipe - batteria musica)
- Adrian LaTrace Jr - chitarra
- Adam Siska - basso